# 馬忠 (孫呉)
馬 忠（ば ちゅう、生没年不明）は、中国後漢末期の人物。潘璋配下の司馬。
建安24年12月（220年1月頃）、章郷の地で劉備配下の関羽・関平・趙累らを捕縛した。

## 三国志演義
羅貫中の小説『三国志演義』でも、潘璋配下の部将として登場。関羽及びその愛馬の赤兎馬を捕らえる功を挙げる。その功を称えられ、孫権から赤兎馬を賜るものの、赤兎馬は秣を食べずに死んでしまう（第77回）。
義弟の関羽を殺された復讐に燃える蜀漢の劉備は、孫権の呉へと侵攻（夷陵の戦い）。馬忠は引き続き、潘璋配下として従軍する。蜀将の黄忠が潘璋を深追いしてくると、その肩に矢を射当て、戦死へと至らしめた。関羽の遺子の関興が潘璋を殺害した後、馬忠は、潘璋の首級を得た関興と遭遇。主の仇を取らんと襲いかかるが、乱戦の末に取り逃がす。
その夜、蜀から呉に降っていた糜芳・傅士仁が馬忠を暗殺。その首級を持って劉備の前に現れ、命乞いをするが、関羽を見捨てて呉に降っていた彼らもまた許されず、処刑される（第83回）。